# Castell de Claret
Castell de Claret és un castell romànic del poble de Claret, al municipi de Tremp (Pallars Jussà). És una obra protegida com a bé cultural d'interès local. És situat a l'extrem de llevant del poble de Claret, a l'extrem oposat al lloc per on s'accedeix al poble.

## Descripció
Les restes del castell de Claret estan situades al final del mateix nucli urbà. Del castell s'han conservat, bàsicament, la torre de guaita i restes de murs. La torre, de planta circular, es troba parcialment enderrocada. Destaca la conservació de finestres espitlleres. Aquesta, té una alçada de set metres, aproximadament, i en el seu tram inferior, els murs compten amb un gruix d'un metre, que es va alleugerint en alçada. L'aparell constructiu està format per carreus rectangulars, de petites dimensions i disposats en filades regulars. La torre es troba adossada a una casa castell, també enderrocada, de la qual resten dos cellers medievals. Dominava l'accés al poble i a la Conca de Tremp.

## Història
El topònim de Claret és esmentat des del 1099, i en el fogatjament del 1365 consta l'existència del senyoriu de Claret, del qual sens dubte era el centre. El 1654 el senyoriu passà a ser baronia, títol que es concedí a Francesc d'Areny i de Toralla. Al costat sud de la torre hi ha d'altres parets antigues, que també foren aprofitades per a cases, que poden pertànyer també al castell. Tot plegat, sembla una construcció tardana, dins del romànic, del segle xii o xiii.